# Yiğitcan Erdoğan
Yiğitcan Erdoğan (* 13. März 1984 in Istanbul) ist ein türkischer Fußballspieler.

## Karriere

### Verein
Erdoğan kam 1984 im Istanbuler Stadtteil Fatih auf die Welt und begann mit dem Vereinsfußball in der Jugend von İstanbulspor. Im Sommer 2003 wechselte er als Profispieler zum Drittligisten und Istanbuler Bezirksverein Bakırköyspor. Dort spielte er die nachfolgenden drei Spielzeiten. 
Zum Sommer 2006 wechselte er zum Istanbuler Zweitligisten Istanbul Büyükşehir Belediyespor. Mit dieser Mannschaft stieg er in seiner ersten Saison als Vizemeister der TFF 1. Lig in die Süper Lig auf. Zur neuen Spielzeit wurde Erdoğan jedoch an Orduspor ausgeliehen. 
2008 wechselte er zum Traditionsverein aus Izmir und damaligen Zweitligisten Altay Izmir. Hier erreichte man zweimal in Folge die Play-offs der TFF 1. Lig und verpasste den Aufstieg in die Süper Lig zweimal in letzter Instanz. Nachdem Altay im Sommer 2011 zum ersten Mal in seiner Vereinsgeschichte in die TFF 2. Lig abstieg, verließ Erdoğan den Verein.
Nach seinem Abschied von Altay wechselte er im Sommer 2011 zum Drittligisten Şanlıurfaspor. Mit diesem Verein stieg er im Sommer 2012 als Meister der TFF 2. Lig in die zweitklassige TFF 1. Lig auf.
Im Sommer 2013 wechselte Erdoğan innerhalb der TFF 1. Lig zu Adana Demirspor.
Für die Saison 2015/16 wechselte er zum Zweitligisten Balıkesirspor und eine halbe Saison später innerhalb der Liga zu Yeni Malatyaspor. Mit diesem Verein beendete er die Saison 2016/17 als Vizemeister und stieg mit ihm in die Süper Lig auf. Zur Saison 2017/18 wurde er gemeinsam mit seinem Teamkollegen Sezer Özmen vom Zweitligisten Adana Demirspor verpflichtet. Seit 2019 spielt Erdoğan bei Elazigspor.

### Nationalmannschaft
Im November 2000 wurde Erdoğan einmal in den Kader der türkischen U-16-Nationalmannschaft nominiert, kam jedoch nicht zum Einsatz.

## Erfolge
Mit İstanbul Büyükşehir Belediyespor
- Vizemeister der TFF 1. Lig und Aufstieg in die Süper Lig: 2006/07

Mit Şanlıurfaspor
- Meister der TFF 2. Lig und Aufstieg in die TFF 1. Lig: 2011/12

Mit Yeni Malatyaspor
- Vizemeister der TFF 1. Lig und Aufstieg in die Süper Lig: 2016/17